# 小寺利光
小寺 利光（こでら としみつ、1979年11月26日 - ）は、日本の歌手、俳優であり、グループDIAMOND☆DOGSの元メンバーである。血液型はB型。身長173cm、体重62kg。神奈川県出身。

## 略歴
10歳よりタップダンス、13歳よりジャズダンス、17歳よりバレエ、22歳よりモダンダンスを始める。

## 人物
- 2004年6月よりDIAMOND☆DOGSに新規メンバーとして加入。
- 趣味はビリヤード
- 好きな色は青・緑・オレンジ

## 出演作品

### ミュージカル
DIAMOND☆DOGSとしての出演は同グループの公演歴（2004年6月以降）参照のこと
- MILLENIUM SHOCK
- シンデレラ・ストーリー
- 42nd Street
- スター誕生
- THE TAP GUY
- あの頃のまま
- TAKEDA
- ありがとう！グラスホッパー
- 夜想曲(ノクターン)…『GOLD』
- CLASSICAL NEO FANTAZY SHOW『THE SHINSENGUMI』Sword Dance 〜剣、烈風の如く、真空に舞う〜 作演出：荻田浩一（2013年12月4日-10日、東京・銀河劇場/ 2013年12月20日-21日、大阪・サンケイブリーゼ）
- ミュージカル座「野の花」（2020年8月19日-23日、星組）